# Pont du Carrousel
Pont du Carrousel er en bro i Paris, der spænder over floden Seinen mellem Quai des Tuileries og Quai Voltaire.

## Historie
Anlæggelsen af broen blev påbegyndt i 1831 i forlængelsen af rue des Saints-Pères på venstre bred, og den oprindelige bro var da også kendt under gadenavnet indtil 1834, hvor kong Louis-Philippe navngav broen Pont du Carrousel, fordi den åbnede foran Louvre-paladset nær Arc de Triomphe du Carrousel foran Tuilerierne.
Det lykkedes for broens arkitekt, Antoine-Rémy Polonceau, at give broen et design, der på flere måder var innovativt. For det første var den nye struktur en buebro, i en periode hvor de fleste brokonstruktioner var bygget som hængebroer; de nødvendige tårne og kabler ville have været betragtet som uacceptable tilføjelser til det parisiske landskab. Strukturen kombinerede det relativt nye materiale støbejern med træ. Dens graduerede cirkulære støbejernsunderstøtninger blev hurtigt kaldet "servietringe" (ronds de serviette). På hvert hjørne af broen blev der rejst allegoriske skulpturer i klassisk stil udført af Louis Petitot. Disse står in situ. Skulpturerne repræsenterer industri, overflod, byen Paris og floden Seinen.
I 1906, var der efter syv årtiers brug behov for omfattende restaurering. De tidligere træelementer blev erstattet med slået jern. Ikke desto mindre var broen for smal til trafik i det 20. århundrede. I 1930 blev dens højde over floden vurderet utilstrækkelig til flodtransport, og det blev besluttet at skrotte broen helt til fordel for en ny struktur, der skulle bygges ved siden af den tidligere bro og med større højde over floden. Arkitekterne Malet og Lang forsøgte at respektere det tidligere aspekt, som nu var blevet kendt af pariserne. Den nye bro af armeret beton krydser stadig floden i tre buer, der når den højre bred foran Louvre, i direkte linje med Triumfbuen i Carrousel. Til sin belysning om natten udtænkte jernhåndværker Raymond Subes et genialt teleskopsystem, der rejste gadelamperne fra en højde på 13 meter om dagen til 20 meter om natten, da de blev tændt; Systemet var imidlertid for skrøbeligt til at være i brug og fungerede ikke, før det blev repareret i 1999.
Den nærmeste metrostation er Palais Royal - Musée du Louvre.

## Brahim Bouarram-affæren
Den 1. maj 1995 druknede den marokkanske indvandrer Brahim Bouarram efter at være blevet skubbet i Seinen nær broen af deltagere i en Front National-procession. I 2003, på vegne af alle borgere i Paris, hædrede borgmester Bertrand Delanoë Bourram og alle ofre for racisme med en erindringsplatte på broen.